# Dänische Königliche Bibliothek

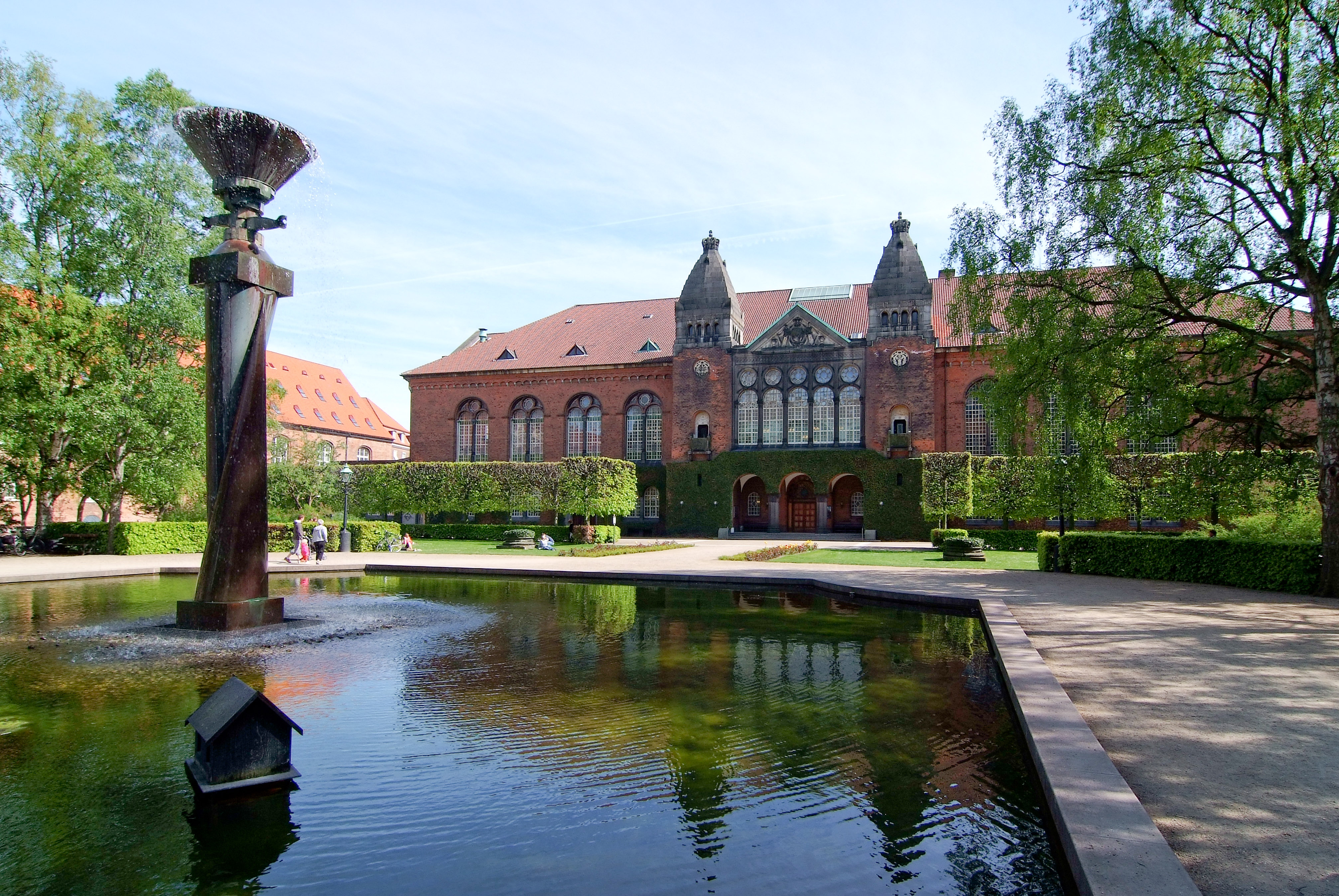
Dänische Königliche Bibliothek (Altbau)

Die Dänische Königliche Bibliothek (auch: Königliche Bibliothek zu Kopenhagen; dänisch: Det Kgl. Bibliotek) in Kopenhagen ist die Nationalbibliothek Dänemarks, die größte und bedeutendste Bibliothek Skandinaviens sowie eine der größten Bibliotheken der Erde. Zu den historischen Schätzen gehören unter anderem nahezu sämtliche Werke, die in Dänemark seit dem 17. Jahrhundert publiziert wurden. Der Lesesaal West ist der Forschungslesesaal.

## Geschichte

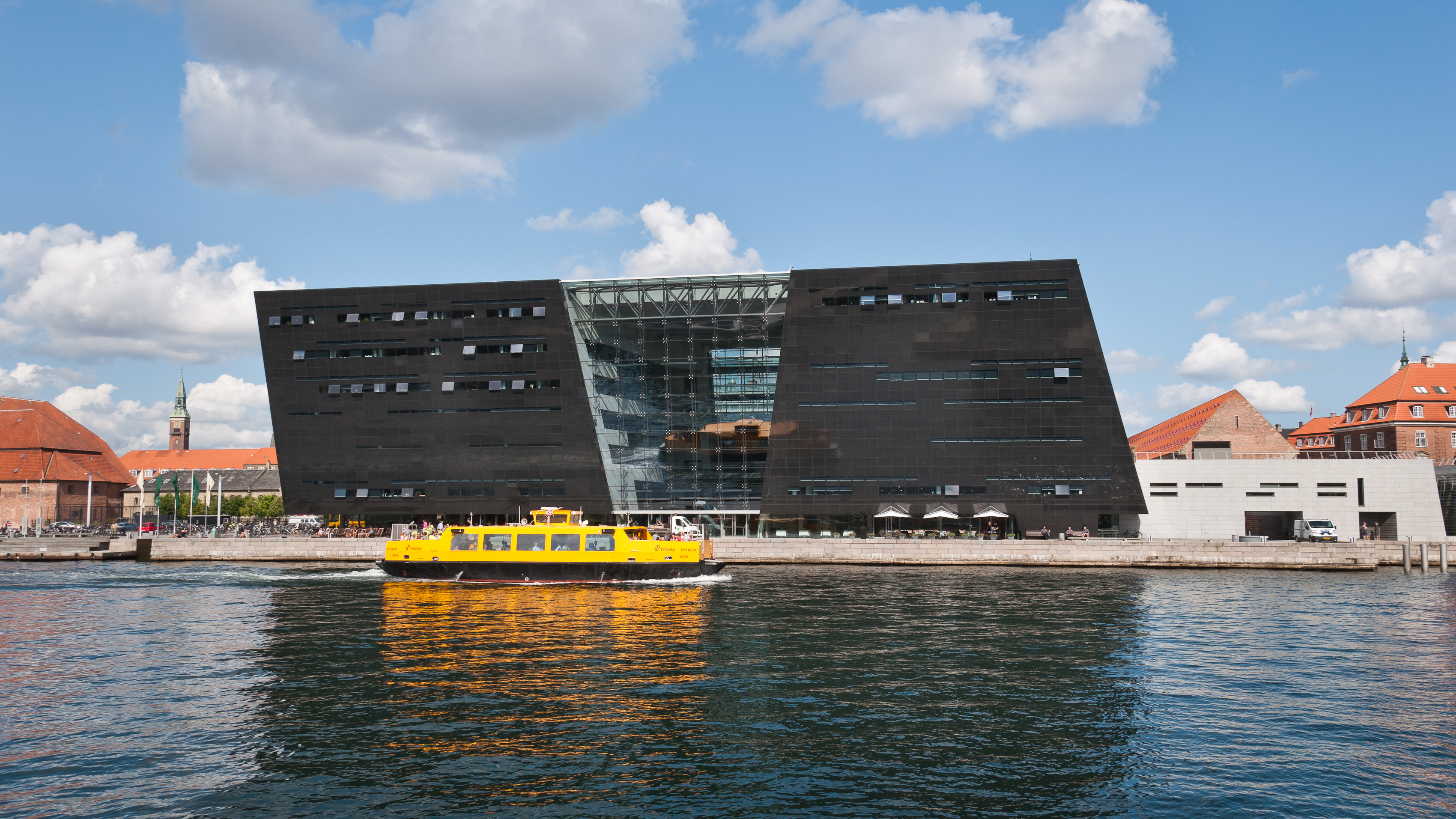
Der neue Anbau „Schwarzer Diamant“ mit dem alten Bibliotheksgebäude im Hintergrund

Die Bibliothek wurde 1648 von König Frederik III. gegründet und mit einer umfassenden Sammlung europäischer Arbeiten ausgestattet. Das erste eigene Gebäude bezog die Bibliothek 1673, das heutige Reichsarchiv. Bereits 1793 wurde sie unter dem Bibliothekar Daniel Gotthilf Moldenhawer der Öffentlichkeit zugänglich gemacht. Das – heute noch genutzte – Bibliotheksgebäude auf Slotsholmen wurde bis 1906 vom Architekten Hans J. Holm errichtet, es imitiert Elemente des Norditalienischen Mittelalters und der frühen Renaissance mit venezianischen Elementen. Das Gebäude ist architektonisch mit der Pfalzkapelle Karls des Großen im Aachener Dom verwandt. In den Jahren 1966–1968 und 1979–1980 wurden Anbauten auf dem Slotsholmen errichtet.
1989 fand ein Zusammenschluss der Dänischen Königlichen Bibliothek mit der Universitätsbibliothek von Kopenhagen statt. Heute existieren dadurch drei Standorte: einer für Jura und Sozialwissenschaften in der Fiolstræde (eröffnet als Universitätsbibliothek 1861), einer für Geisteswissenschaften auf Amager (seit 1997, auf dem Universitätsgelände) und das nicht spezialisierte Hauptgebäude auf dem Slotsholmen, mit den eigentlichen Sammlungen der Nationalbibliothek.
1999 wurde ein weiteres Gebäude am Hauptstandort auf dem Slotsholmen eröffnet, das wegen seiner Fassade aus einem schwarzen Gestein von Simbabwe auch als der „Schwarze Diamant“ (dänisch: Den sorte diamant) bezeichnet wird. Es beherbergt neben einem Teil der Bibliotheksbestände auch einen Konzertsaal.

## Bestände
In die Bestände der Bibliothek eingegangen sind die bedeutenden Klosterbibliotheken des Klosters Bordesholm und des Klosters Cismar sowie die Bibliothek des Schlosses Gottorf.

## Großer Buchdiebstahl
Zwischen 1968 und 1978 musste die Bibliothek einen der größten Buchdiebstähle der Geschichte hinnehmen, der bis 1975 unentdeckt blieb.
Es wurden über 3200 historische Werke mit einem Gesamtwert von fast 40 Millionen Euro  entwendet, unter anderem Manuskripte von Martin Luther, sowie Originale von Immanuel Kant, Thomas More und John Milton. Zwischen 1998 und 2002 wurden Bücher im Wert von gut anderthalb Millionen Euro bei verschiedenen Auktionen verkauft. Der Fall wurde im September 2003 gelöst, nachdem ein Buch beim Auktionshaus Christie’s in London aufgetaucht war. Der Dieb, Frede Møller-Kristensen, war ein Angestellter der Orient-Abteilung der Bibliothek. Er starb im Februar 2003. Seine Familie wurde unvorsichtig und verkaufte weitere Bücher. Bei einer Durchsuchung des Hauses der Familie im November 2003 wurden 1500 der gestohlenen Bücher gefunden. Im Juni 2004 wurden seine Frau, sein Sohn und seine Schwiegertochter zu Gefängnisstrafen zwischen 18 Monaten und 3 Jahren verurteilt. Im Sommer 2004 gaben die beteiligten Auktionshäuser, Swann Galleries in New York und Christie’s in London, die Namen der Käufer an die dänische Polizei weiter. Es handelt sich häufig um Antiquariate, die in der Zwischenzeit die Bücher weiterverkauft hatten.